# Liu Biao (Radsportler)
Liu Biao (* 15. März 1988) ist ein ehemaliger chinesischer Radrennfahrer.
Liu Biao begann seine internationale Karriere 2009 bei dem chinesischen Continental Team Qinghai Tianyoude. In seinem zweiten Jahr dort gewann der das Eintagesrennen Tour of Xiang River. In der Saison 2011 wurde er in Zhousan  chinesischer Meister im Einzelzeitfahren der Eliteklasse.

## Erfolge
2010
- Tour of Xiang River

2011
- Chinesischer Meister – Einzelzeitfahren

## Teams
- 2009 Qinghai Tianyoude Cycling Team
- 2010 Qinghai Tianyoude Cycling Team
- 2011 Qinghai Tianyoude Cycling Team
- 2012 Champion System
- 2013 Champion System
- 2014 Qinghai Tianyoude-BH Cycling Team